# Aviron aux Jeux paralympiques d'été de 2024
Navigation
Tokyo 2020 Los Angeles 2028
L'aviron aux Jeux paralympiques d'été de 2024 se déroulent du 30 août au 1er septembre 2024 au stade nautique olympique de Vaires-sur-Marne, en France. Il s'agit de la 5e apparition de l'aviron aux Jeux paralympiques.
Cinq finales figurent au programme de cette compétition (1 masculine, 1 féminine et 3 mixtes), avec l'introduction cette année du deux de couple PR3 mixte.

## Organisation

### Site des compétitions
Les compétitions ont lieu sur le lac du Stade nautique de Vaires-sur-Marne situé en Seine-et-Marne, à environ 30 km à l'Est de Paris.
Les nouveaux aménagements olympiques du site ont été inauguré en juin 2019, avec un coût total des travaux chiffrés à 95 millions d’euros.
L'accessibilité de ce site en transports en commun est discutée. Les spectateurs pourront arriver par la gare de Vaires-Torcy, sur la ligne P, puis marcher 25 minutes, ou bien arriver par la gare de Bussy-Saint-Georges, sur le RER A, ou celle de Chelles-Gournay, sur le RER E, puis prendre les navettes de bus spécialement mises en place,.
Outre les épreuves d'aviron handisport, le site accueillera également celles de Canoë-kayak et, lors des Jeux olympiques, les épreuves d'aviron et de Canoë-kayak.
| Vaires-sur-Marne           | \| Stade nautique olympique \| |
| Stade nautique olympique   | \| Stade nautique olympique \| |
| Capacité: 9 000            | \| Stade nautique olympique \| |
| Base de loisirs de Vaires. | \| Stade nautique olympique \| |
| Stade nautique olympique   |                                |

### Épreuves
Cinq épreuves existent aux Jeux paralympiques, une masculine, une féminine et trois mixtes (deux de couple PR2 et PR3 et une en quatre barré PR3). Concernant le matériel, pour les rameurs n’utilisant pas leurs jambes, les bateaux sont aménagés avec un siège fixe.  
A compter des Jeux de Tokyo, les épreuves d'aviron handisport se disputent sur une  distance de 2000m, la même qu’aux Jeux Olympiques. Les courses se divisent en « pointe » et en « couple ». En pointe, le rameur tient un seul aviron avec ses deux mains. En couple, il en tient deux. Un bateau contient un, deux ou quatre rameurs. Un seul faux départ par bateau et par course est autorisé.
Les bateaux participent à des séries éliminatoires. Les premiers de ces séries sont directement qualifiés aux demi-finales ou à la finale. Les autres bateaux disposent « d'une seconde chance » via des repêchages. La finale est disputée par six bateaux.
Pour les épreuves mixtes à quatre, le barreur peut être valide. Les athlètes aveugles ou malvoyants, ayant besoin d'un barreur voyant, prennent nécessairement part aux épreuves à quatre. Un rameur peut concourir dans une catégorie supérieure, mais pas à un niveau inférieur : les rameurs PR1 et PR2 peuvent participer à des événements PR3, mais un athlète PR3 ne peut participer à une course PR2.

### Calendrier
Le programme des épreuves paralympiques d'aviron est détaillé ci-après :
| - S : séries - R : repêchages - F : finales |

| Épreuve ↓ / Date → | Épreuve ↓ / Date → | Août  | Août  | Septembre |
| Épreuve ↓ / Date → | Épreuve ↓ / Date → | Ve 30 | Sa 31 | Di 1er    |
| ------------------ | ------------------ | ----- | ----- | --------- |
| Hommes             | Skiff PR1          | E     | R     | F         |
| Femmes             | Skiff PR1          | E     | R     | F         |
| Mixte              | Deux de couple PR2 | E     | R     | F         |
| Mixte              | Deux de couple PR3 | E     | R     | F         |
| Mixte              | Quatre barré PR2   | E     | R     | F         |

### Classification
Selon les règles de la Fédération internationale des sociétés d'aviron qui a pris en compte les aspirations du Comité international paralympique, les handicaps sont divisés en trois catégories, :
| Catégorie | Observations |
| --------- | --- |
| PR1       | Athlètes ne pouvant se servir ni de leurs jambes, ni de leur tronc, uniquement de leurs bras et épaules (sportifs paraplégiques hauts ou assimilés).                                                                                               |
| PR2       | Athlètes n'ayant pas l'usage de leurs jambes (sportifs paraplégiques bas ou assimilés, polios, doubles amputés). |
| PR3       | Athlète capable d'utiliser toutes ces parties de son corps pour ce sport. Cette catégorie inclut divers handicaps moteurs et physiques. Les handicaps mentaux sont inclus dans cette catégorie. Les handicapés visuels doivent se bander les yeux. |

## Participation

### Critères de qualification
La majorité des quotas sont attribués lors des Championnats du monde d'aviron 2023 à Belgrade, Serbie. Ils sont octroyés aux comités nationaux paralympiques (CNP) et non à des rameurs en particulier.
Tous les CNP qualifiés sont limités à une place par épreuve, et seuls les CNO ayant moins de deux équipages qualifiés via les championnats du monde peuvent participer aux régates de qualification continentales. La nation-hôte, la France se voit la possibilité de qualifier une embarcation mixte en cas de non qualification ; si le quota n'est pas utilisé, il est basculé dans les quotas d'invitation tripartites.
| Championnats du monde 2023                | 3-10 septembre 2023                       | Belgrade                                  | 7  | 7  | 6 (6+6) | 5 (5+5) | 6 (12+12) | 31 (30 + 30) |
| Régate continentale - Afrique             | 23–24 octobre 2023                        | Tunis                                     | 1  | 1  | -       | 1 (1+1) | -         | 3 (2+2)      |
| Régate continentale - Amériques           | 14–17 mars 2024                           | Rio de Janeiro                            | 1  | 1  | -       | 1 (1+1) | -         | 3 (2+2)      |
| Régate continentale - Asie/Océanie        | 19–21 avril 2024                          | Chungju                                   | 1  | 1  | -       | 1 (1+1) | -         | 3 (2+2)      |
| Régate continentale - Europe              | 25–28 avril 2024                          | Szeged                                    | 1  | 1  | -       | 1 (1+1) | -         | 3 (2+2)      |
| Finale de qualification olympique         | 19–21 mai 2024                            | Lucerne                                   | 1  | 1  | 2 (2+2) | 1 (1+1) | 2 (4+4)   | 7 (8+8)      |
| Pays hôte (Si aucun bateau déjà qualifié) | Pays hôte (Si aucun bateau déjà qualifié) | Pays hôte (Si aucun bateau déjà qualifié) | NC | NC | 1       | 1       | 1         | 0-1 (2+2)    |
| Invitation                                | Invitation                                | Invitation                                | NC | NC | 0-1     | 0-1     | 0-1       | 0-1 (2+2)    |

### Nations participantes
| Afrique                    | Amériques                                            | Asie                                                                     | Europe | Océanie     |
| -------------------------- | ---------------------------------------------------- | ------------------------------------------------------------------------ | --- | ----------- |
| - Égypte - Kenya - Tunisie | - Argentine - Brésil - Canada - États-Unis - Mexique | - Chine - Corée du Sud - Inde - Israël - Japon - Ouzbékistan - Thaïlande | - Allemagne - Espagne - France - Grande-Bretagne - Irlande - Italie - Norvège - Pays-Bas - Pologne - Suède - Suisse - Turquie - Ukraine | - Australie |
| 3 pays                     | 5 pays                                               | 7 pays                                                                   | 13 pays | 1 pays      |

## Médaillés

### Hommes
| Épreuves  | Or                       | Argent                 | Bronze            |
| Skiff PR1 | Benjamin Pritchard (GBR) | Roman Polianskyi (UKR) | Erik Horrie (AUS) |

### Femmes
| Épreuves  | Or                 | Argent                 | Bronze                |
| Skiff PR1 | Moran Samuel (ISR) | Birgit Skarstein (NOR) | Nathalie Benoit (FRA) |

### Mixte
| Épreuves           | Or                                                                                              | Argent                                                                                          | Bronze                                                                                       |
| Deux de couple PR2 | Grande-Bretagne- Lauren Rowles - Gregg Stevenson                                                | Chine- Liu Shuang - Jiang Jijian                                                                | Israël- Shahar Milfelder - Saleh Shahin                                                      |
| Deux de couple PR3 | Australie- Nikki Ayers - Jed Altschwager                                                        | Grande-Bretagne- Annabel Caddick - Samuel Murray                                                | Allemagne- Hermine Krumbein - Jan Helmich                                                    |
| Quatre barré PR2   | Grande-Bretagne- Francesca Allen - Giedrė Rakauskaitė - Josh O'Brien - Ed Fuller - Erin Kennedy | États-Unis- Skylar Dahl - Gemma Wollenschlaeger - Alex Flynn - Ben Washburne - Emelie Eldracher | France- Candyce Chafa - Remy Taranto - Grégoire Bireau - Margot Boulet - Émilie Acquistapace |

## Tableau des médailles
- Pays organisateur (France)

| Rang  | Nation          | Or | Argent | Bronze | Total |
| ----- | --------------- | -- | ------ | ------ | ----- |
| 1     | Grande-Bretagne | 3  | 1      | 0      | 4     |
| 2     | Israël          | 1  | 0      | 1      | 2     |
| 3     | Australie       | 1  | 0      | 0      | 1     |
| 4     | Chine           | 0  | 1      | 0      | 1     |
| 4     | États-Unis      | 0  | 1      | 0      | 1     |
| 4     | Norvège         | 0  | 1      | 0      | 1     |
| 4     | Pologne         | 0  | 1      | 0      | 1     |
| 8     | France          | 0  | 0      | 2      | 2     |
| 9     | Allemagne       | 0  | 0      | 1      | 1     |
| 9     | Italie          | 0  | 0      | 1      | 1     |
| Total | Total           | 5  | 5      | 5      | 15    |